# Aarón Escandell Banacloche
Aarón Escandell Banacloche (Carcaixent, 27 september 1995) is een Spaanse voetballer, die voor UD Las Palmas speelt als doelman. 
Escandell werd geboren in Carcaixent, een gemeente in de Spaanse provincie Valencia. Hij begon zijn jeugdopleiding bij Villarreal CF.  Hij zou zijn ontwikkeling verder zetten bij een andere grote regionale club, Valencia CF, om ze ten slotte te vervolledigen bij Málaga CF.
Bij deze laatste ploeg zou hij bij het filiaal, Atlético Malagueño genaamd en in de Tercera División spelend, als zeventienjarige een eerste contract voor het seizoen 2013-2014 tekenen. Zijn debuut zou hij op 13 september 2013 maken tijdens de uitwedstrijd bij Atarfe Industrial.  Hij zou zijn netten proper houden tijdens een wedstrijd die op een gelijkspel eindigde.  Tijdens de vier seizoenen, dat hij bij de ploeg uit Andalusië speelde, zou hij nooit voor de eerste ploeg uitkomen.  Hij kwam er het kortste bij op 8 december 2013, als niet gebruikte reserve, tijdens een wedstrijd voor de Copa del Rey tegen CA Osasuna.  De uitwedstrijd eindigde op een 3-3 gelijkspel.  Voorts klom hij tijdens het voorlaatste seizoen 2015-2016 op tot derde doelman na de Mexicaan Guillermo Ochoa en de Kameroener Carlos Kameni.
Op 10 juli 2017 tekende hij een contract bij Granada CF en werd hij tijdens het seizoen 2017-2018 bij het filiaal, dat in de Segunda División B speelde,  ingedeeld.  Vanaf het daaropvolgende seizoen 2018-2019 tekende hij een tweejarig contract bij de eerste ploeg, spelend op het niveau van de Segunda División A. Zijn debuut vierde hij op 13 september 2018 tijdens een wedstrijd voor de Copa del Rey.  De wedstrijd ging met 2-1 verloren op het veld van Elche CF.  Voor de eerste competitiewedstrijd moest hij tot 9 juni 2019 wachten.  De ploeg had ondertussen de promotie afgedwongen en hij mocht de volledige wedstrijd tegen AD Alcorcón het veld op.  De ploeg won de thuiswedstrijd met 2-1. Tijdens het seizoen 2019-2020 werd hij na de Portugees  Rui Silva  reserve doelman van de ploeg, die in de Primera División startte.  Hij zou op 8 februari 2020 zijn kans krijgen en op het hoogste Spaanse niveau debuteren tegen de topper Atlético Madrid debuteren.  De uitwedstrijd werd met 1-0 verloren.  Het volgende seizoen 2020-2021 veranderde er niets in de pikorde, maar op 10 december 2020 zou hij zijn Europees debuut maken in een UEFA Europa League groep uitwedstrijd tegen PAOK Saloniki, dat eindigde op een doelloos gelijkspel.  Zijn contract werd met een jaar verlengd en door het vertrek van eerste keus Silva, gaf coach Robert Moreno  hem tijdens de start van het seizoen 2021-2022 de voorkeur op de Portugees Luís Maximiano.  Al snel wisselde de pikorder weer en toen op het einde van het seizoen de ploeg degradeerde, kwam er een einde aan de vierjarige samenwerking.
Het seizoen 2022-2023 verhuisde de speler naar de nieuwe reeksgenoot van zijn gewezen ploeg, FC Cartagena.  Hij tekende er op 2 juli 2022 een contract voor twee seizoenen met een afkoopsom ter waarde van 400.000 EUR.  Bij deze ploeg startte hij het seizoen als invaller van Marc Martínez Aranda, maar tijdens de vijfde wedstrijd kreeg hij zijn kans tijdens de met 2-1 gewonnen thuiswedstrijd tegen de toenmalige leider Albacete Balompié.  Hij kon zijn coach Luis Miguel Carrión overtuigen en zou vanaf dan titularis worden.  Hij zou al zeer snel uitgroeien tot één van de beste doelmannen van de reeks.
Een prestatie die niet ongezien bleef en na bijna twee maanden onderhandelen betaalde de nieuwkomer in de Primera División, UD Las Palmas, de contractuele afkoopsom van 400.000 EUR, wat door premies nog tot 500.000 EUR kon uitgroeien
.  De duurtijd van het contract was weer twee seizoenen.  Hij moest tijdens het eerste seizoen de strijd aanbinden tegen Álvaro Valles Rosa, wat deze laatste zeer duidelijk won.  Dat hield in dat hij enkel drie wedstrijden voor de Copa del Rey speelde.